# Alafia (botanique)
Pour les articles homonymes, voir Alafia.
Genre
Classification APG III (2009)
Alafia est un genre de plante à fleurs de la famille des Apocynaceae.

## Liste d'espèces
Selon World Checklist of Selected Plant Families (WCSP) (29 mai 2011) :
- Alafia alba Pichon (1948)
- Alafia barteri Oliv. (1891)
- Alafia benthamii (Baill.) Stapf (1902)
- Alafia berrieri Jum. (1907)
- Alafia calophylla Pichon (1948)
- Alafia caudata Stapf (1894)
- Alafia erythrophthalma (K.Schum.) Leeuwenb. (1996)
- Alafia falcata Leeuwenb. (1996)
- Alafia fuscata Pichon (1948)
- Alafia insularis Pichon (1954)
- Alafia intermedia Pichon (1948)
- Alafia lucida Stapf (1894)
- Alafia microstylis K.Schum. (1896)
- Alafia multiflora (Stapf) Stapf (1908)
- Alafia nigrescens Pichon (1954)
- Alafia orientalis K.Schum. ex De Wild. (1903)
- Alafia parciflora Stapf (1904)
- Alafia pauciflora Radlk. (1883)
- Alafia perrieri Jum. (1907)
- Alafia scandens (Thonn.) De Wild. (1903)
- Alafia schumannii Stapf (1902)
- Alafia thouarsii Roem. & Schult. (1819)
- Alafia vallium Pichon (1954)
- Alafia velutina Leeuwenb. (1996)
- Alafia verschuerenii De Wild. (1915)
- Alafia whytei Stapf (1904)
- Alafia zambesiaca Kupicha (1981)

Selon NCBI (29 mai 2011) :
- Alafia barteri
- Alafia thouarsii